# Volkswagen Cross Blue
Volkswagen Cross Blue — концептный компактный кроссовер, показанный в Шанхае в апреле 2013 года и дебютировавший в США на автосалоне в Лос-Анджелесе.

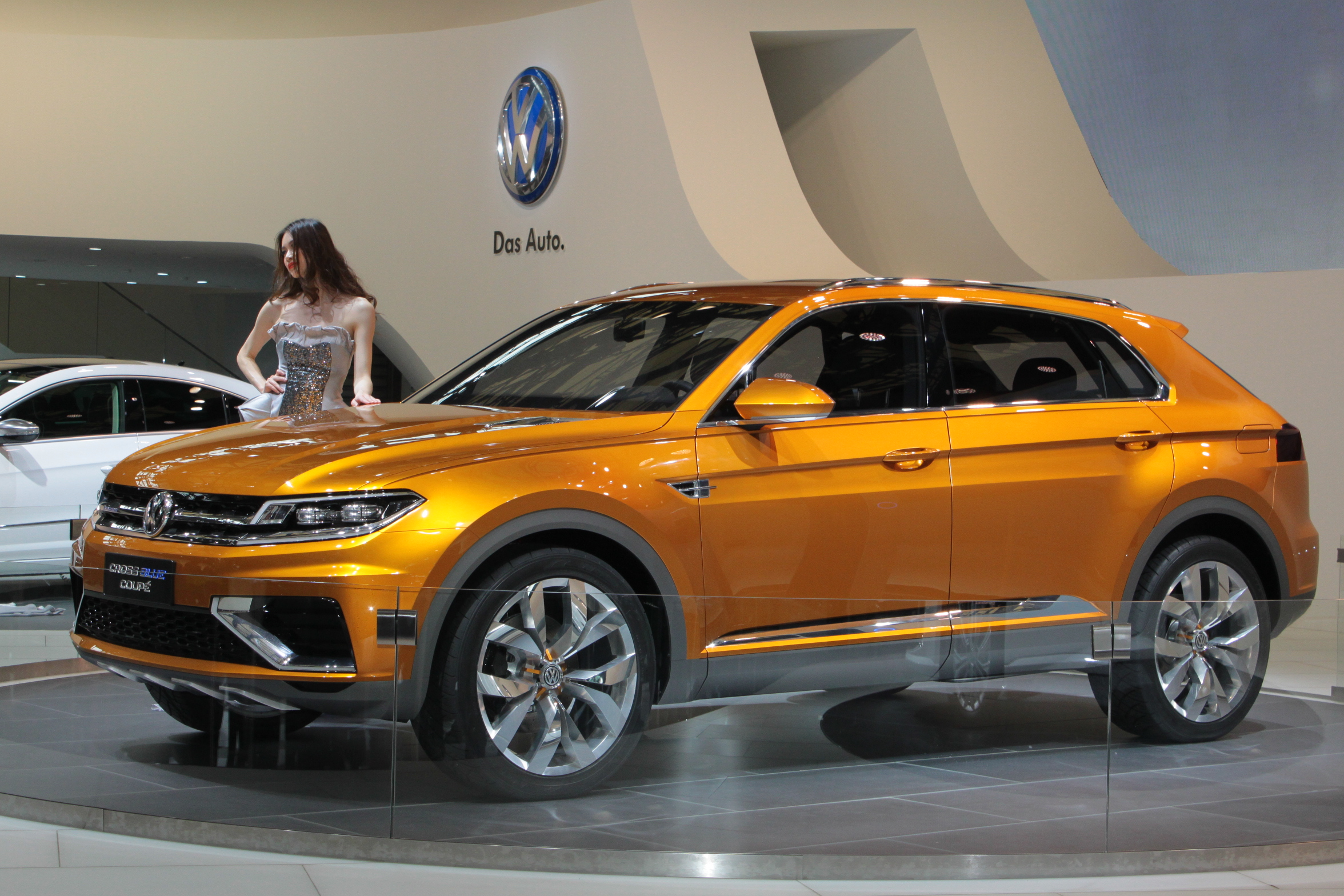
Версия «внедорожное купе»

Это более мощная версия концепта Cross Coupe, который в 2011 году можно было увидеть на автовыставках. Российская премьера концепта CrossBlue состоялась во время проведения XXII Олимпийских зимних игр в Сочи в Сочи.
Занимающий по длине среднее положение между Тигуаном (4,4м) и Туарегом (4,8м), новый фольксваген CrossBlue уже подтвержден для производства в Северной Америке в январе 2016 года, а до  Европы автомобиль доберется к 2019 году.
Cross Blue составит на рынке США и Канады конкуренцию таким успешным моделям как Ford Explorer, Honda Pilot и Nissan Pathfinder.
Концепт олицетворяет направление дизайна будущих SUV марки.
В апреле 2014 года на международном автосалоне в Китае была представлена и облегченная модель этого концепта - CrossBlue Coupe.
Шестиместный концепт теоретически может проехать около 2000 км в гибридном режиме и 22 км только на электромоторах. Двигатель совмещен с 6-ступенчатой автоматической коробкой передач DSG с двойным сцеплением.